# Panacea
Panacea (in greco antico: Πανάκεια?, Panákeia) è un personaggio della mitologia greca, figlia di Asclepio e di Epione (o Lampezia), è la dea e personificazione della "guarigione universale e onnipotente", ottenuta per mezzo delle piante.

## Mitologia
Si diceva che Panacea avesse una pozione con cui poteva curare tutti i malati, ed è da ciò che in medicina arriva il concetto di panacea universale intesa come una sostanza in grado di curare tutte le malattie. 
La parola viene anche usata in senso figurato per indicare un presunto rimedio universale, capace di risolvere qualsiasi problema.